# 五四广场站
五四广场站，位于中华人民共和国山东省青岛市市南区香港中路与山东路交叉口地下，是青岛地铁2号线、3号线和8号线的地铁换乘站。

## 车站结构

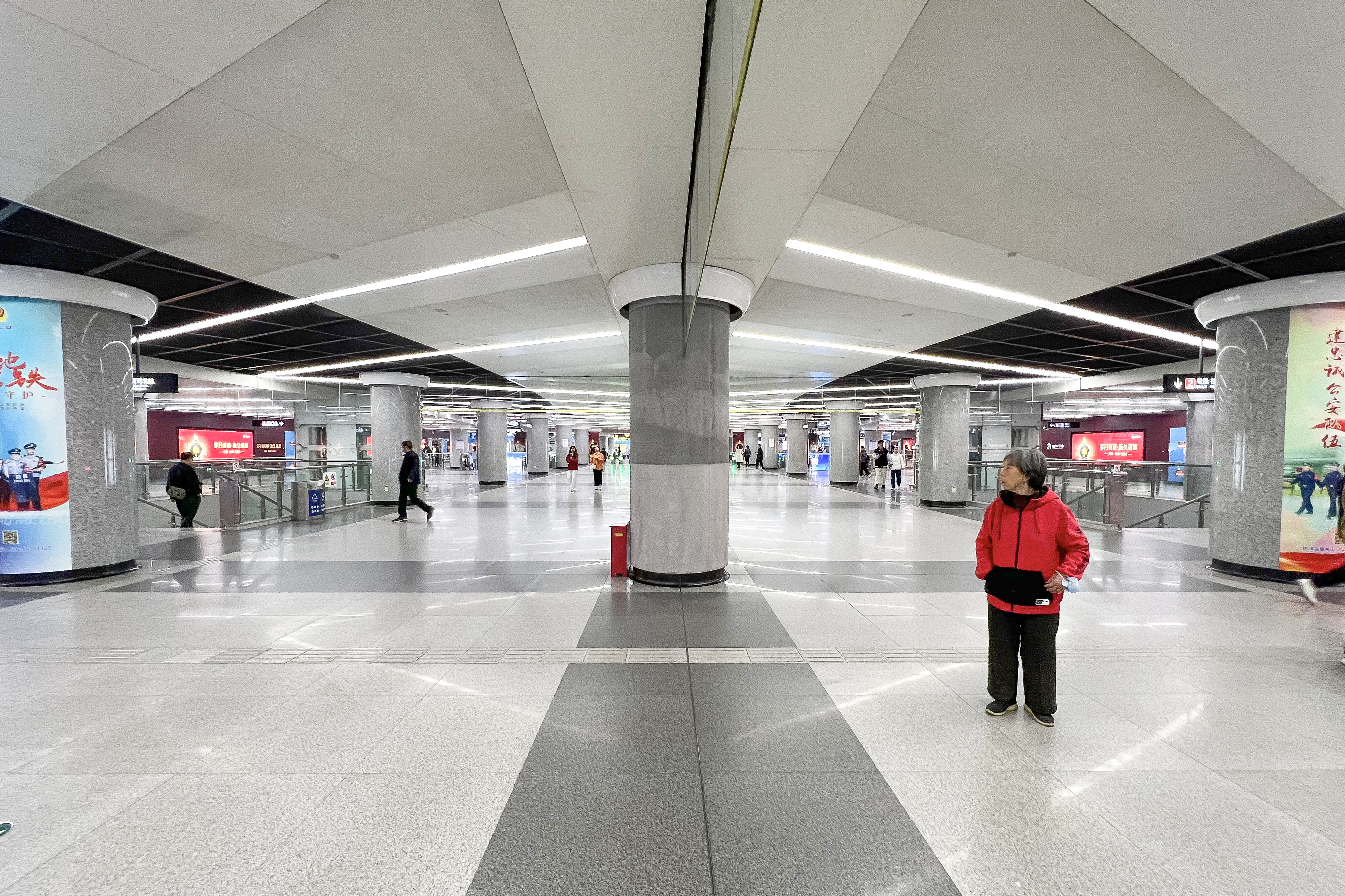
站厅层

地铁2号线和3号线平行经过此站时均为近似东西方向，沿香港中路伸展；8号线经过此站时均为近似南北方向，沿山东路伸展。
车站主体为5柱6跨双层框架结构，地下三层车站（2、3号线同向同站台换乘，8号线垂直通道换乘）。车站主体外包尺寸总长277.6 m、宽44.8 m，站厅宽34 m、长103 m、面积3502 m²，站台宽14 m、有效长120 m、面积1680 m²。
车站主体采用明挖法施工，设7个出入口、3组风亭、2个消防出入口，分别位于周边的香港中路南北两侧和山东路南北两侧。
| G                              | 地面 | 出入口 |
| B1                             | 站厅 | 服务中心、自动售票 |
| B2                             | 站台 | \| \| \| 2号线往四川路（轮渡）（芝泉路） \| \| 島式 · ↑開左邊车门 ↓開右邊车门 \| \| \| \| \| \| 3号线往青岛站（延安三路） \| \| \| \| 3号线往青岛北站（江西路） \| \| 島式 · ↑開右邊车门 ↓開左邊车门 \| \| \| \| \| \| 2号线往李村公园（浮山所） \| |
|                                |      | 2号线往四川路（轮渡）（芝泉路） |
| 島式 · ↑開左邊车门 ↓開右邊车门 |      | |
|                                |      | 3号线往青岛站（延安三路） |
|                                |      | 3号线往青岛北站（江西路） |
| 島式 · ↑開右邊车门 ↓開左邊车门 |      | |
|                                |      | 2号线往李村公园（浮山所） |

### 出入口
|                     |                                      |                              |      |
|                     |                                      |                              |      |
| 编号                | 指示                                 | 建议前往的目的地             | 图片 |
| A · 1 · 出口        | 香港中路（北）、山东路（西）         | 海门路、青岛香格里拉大酒店   |      |
| A · 2 · 出口        | 香港中路（北）、宿迁路、山东路（西） | 青岛万象城                   |      |
| B · 1 · 出口        | 香港中路（北）、山东路（东）         | 南通路、青岛市政府、府新大厦 |      |
| B · 2 · 出口        | 香港中路（北）、山东路（东）         | 南通路小区、Hi City          |      |
| C · 出口 · （设有） | 香港中路（南）                       | 丰合广场、五四广场           |      |
| D · 出口            | 山东路（西）、香港中路（南）         | 中铁青岛中心广场             |      |
| E · 出口            | 香港中路（南）                       | 青岛威斯汀酒店               |      |
| 图例： 设有         |                                      |                              |      |

## 公共艺术品
作品利用该车站圆形立柱较多的特点展开艺术创作，以五四运动时期的青岛场景、人物、建筑等图像浮雕化处理再现了历史情景，艺术语言沉稳而低调，表达对五四爱国精神的赞扬和纪念。

## 车站周边
五四广场站紧邻青岛海滨风景区，距离黄海浮山湾最短直线距离为560米。东北侧为青岛市市政府，东南侧为五四广场，隔海与青岛奥林匹克帆船中心相望。西南方向约450米处为青岛世贸中心。

## 换乘
五四广场站除自身轨道交通性质外，还可实现与市内公交车和出租车的近距离换乘：
- 分布于周边的公交车站，包括以下路线的停靠站点：25、26、31、104、223、224、225、228、231、232、304、311、312、314、318、321、374、502、601、605路等。

## 沿革
- 2009年11月30日，青岛地铁一期工程正式奠基，地铁车站土建开始。
- 2016年12月18日，青岛地铁3号线全线通车，五四广场站正式启用。